# نووکیلباختینو
نووکیلباختینو (انگلیسی: Novokilbakhtino) یک شهرک در شهرستان کالتاسینسکی استان باشقیرستان کشور روسیه است.